# Коулз, Фрэнсис
Фрэ́нсис Ко́улз (англ. Frances Coles; ок. 1866 — 13 февраля 1891) — лондонская проститутка, последняя жертва Уайтчепельских убийств, предположительная жертва Джека-потрошителя. Дело об убийстве Коулз так и не было раскрыто, а подозреваемый в совершении этого преступления, Джеймс Томас Сэдлер, отпущен за отсутствием доказательств его причастности.

## Биография
О жизни Фрэнсис Коулз достоверных данных практически нет. Известно, что на момент смерти ей было около 25 лет, она занималась проституцией и проживала на Уайтс-Роу.
Тело Фрэнсис было найдено в пятницу 13 февраля 1891 года констеблем Эрнестом Уильямом Томпсоном всего через несколько минут после нападения, совершённого на неё в 2:15 утра в Ласточкиных садах. Тело лежало в переходе под железнодорожной аркой между Чембер-стрит и Роял-Минт-стрит в Уайтчепеле. Небольшие раны на затылке говорили о том, что её резко бросили на землю до того, как ей перерезали горло по крайней мере дважды: слева направо, а затем справа налево. Никаких других травм на теле обнаружено не было, что навело полицию на мысль о том, что Томпсон, возможно, спугнул нападавшего.
Расследованием этого убийства занималась как полиция, так и Скотланд-Ярд. Суперинтендант Томас Арнольд и инспектор Эдмунд Рид прибыли на место убийства вскоре после обнаружения тела из близлежащего полицейского участка на Леман-стрит, главный инспектор Скотланд-Ярда Дональд Суонсон и инспектор Генри Мур, которые участвовали в расследованиях предыдущих убийств, прибыли к 5 утра.
Мужчина по имени Джеймс Томас Сэдлер, которого видели с Коулз ранее, был арестован полицией и обвинён в её убийстве. Кроме того, Суонсон и Мур тщательно исследовали алиби Сэдлера на момент совершения предыдущих убийств, что говорило о том, что его рассматривали как человека, скрывавшегося под личиной Джека-потрошителя. Тем не менее, Садлер был освобождён 3 марта из-за отсутствия доказательств против него как в деле об убийстве Коулз, так и в деле Джека-потрошителя.
Убийство Фрэнсис Коулз стало последним из Уайтчепелских убийств и так и осталось нераскрытым.